# Madriz
Madriz is een departement van Nicaragua, gelegen in het noorden van het land. De hoofdstad is Somoto.
Het departement heeft een oppervlakte van 1708 km² en wordt bewoond door 172.587 mensen (2019).

## Gemeenten
Het departement is ingedeeld in negen gemeenten:
- Las Sabanas
- Palacagüina
- San José de Cusmapa
- San Juan de Río Coco
- San Lucas
- Somoto
- Telpaneca
- Totogalpa
- Yalagüina

Boaco · Carazo · Chinandega · Chontales · Estelí · Granada · Jinotega · León · Madriz · Managua · Masaya · Matagalpa · Nueva Segovia · Rivas · Río San Juan
Autonome regio's: Región Autónoma de la Costa Caribe Norte · Región Autónoma de la Costa Caribe Sur